# Edmund Clifton Stoner
Edmund Clifton Stoner (Surrey, 2 de octubre de 1899 - Leeds, 27 de diciembre de 1968) fue un físico teórico inglés. Es conocido principalmente por su trabajo en el origen y naturaleza del magnetismo, incluyendo varios trabajos y teorías del ferromagnetismo.

## Biografía
En 1918 comenzó a estudiar en Cambridge, recibiendo la licenciatura en 1921. Después de su graduación, trabajó en los Laboratorios Cavendish en la absorción de rayos X por materia y los niveles energéticos de los electrones; en 1924 publicó un artículo sobre este tema, en el que ya comenzaba a postular las bases del principio de exclusión de Pauli. Stoner aceptó un cargo como profesor en la Universidad de Leeds en 1924, donde en 1939 se impartiría clases de física teórica. Stoner también se interesó en la astrofísica, calculando en 1930 la masa límite de las enanas blancas. La mayoría de sus investigaciones, sin embargo, se centraron en torno al magnetismo, desarrollando en 1938 la teoría colectiva de los electrones del ferromagnetismo. Se jubiló en 1963.

## Modelo de Stoner del ferromagnetismo
Las bandas electrónicas pueden dividirse de forma espontánea en espín arriba y espín abajo. Esto sucede si la ganancia relativa a la interacción de intercambio (es decir, la interacción de los electrones por el principio de exclusión de Pauli) es mayor que la pérdida de energía cinética.
{\displaystyle \epsilon _{\uparrow }(k)=\epsilon _{0}(k)-I{\frac {n_{\uparrow }}{n}}}
{\displaystyle \epsilon _{\downarrow }(k)=\epsilon _{0}(k)-I{\frac {n_{\downarrow }}{n}}}
donde {\displaystyle \epsilon _{0}(k)} es la energía del metal sin incluir los efectos del intercambio, {\displaystyle \epsilon _{\uparrow }} y {\displaystyle \epsilon _{\downarrow }} son las energías del espín arriba y abajo, respectivamente, de las bandas electrónicas. El parámetro de Stoner, el cual mide la correlación de la fuerza de intercambio, está representado por {\displaystyle I}, y el número de electrones es {\displaystyle n=n_{\uparrow }+n_{\downarrow }}. Por último, {\displaystyle k} es el número de ondas. El magnetismo se creará si los electrones favorecen uno de los dos estados. Como los electrones obedecen la estadística de Fermi-Dirac, si las fórmulas anteriores son sumadas sobre un espacio-k, el criterio para el ferromagnetismo se establece como:
{\displaystyle {\tilde {D}}(\epsilon _{f})I>1,}
donde {\displaystyle {\tilde {D}}(\epsilon _{f})} es la densidad de estado de la energía de Fermi.

## Publicaciones
- The distribution of electrons among atomic levels, Philosophical Magazine (6th series) 48 (1924), pp. 719–736.
- The limiting density of white dwarf stars, Philosophical Magazine (7th series) 7 (1929), pp. 63–70.
- The equilibrium of dense stars, Philosophical Magazine (7th series) 9 (1930), pp. 944–963.
- Magnetism and atomic structure, London: Methuen, 1926.
- Magnetism and matter, London: Methuen, 1934.
- Collective electron ferromagnetism, Proceedings of the Royal Society of London, series A, 165 (1938), pp. 372–414.
- Collective electron ferromagnetism II.  Energy and specific heat, Proceedings of the Royal Society of London, series A, 169 (1939), pp. 339–371.
- Collective electron ferromagnetism in metals and alloys, Journal de physique et le radium (8th series) 12 (1951), pp. 372–388.